# Paranisentomon
Paranisentomon (лат.) — род бессяжковых насекомых (Protura) из семейства Eosentomidae.

## Распространение
Китай, Япония.

## Описание
Мелкие бессяжковые. Сенсиллы передних лапок f1 и t2 щетинковидные. Тергит VIII с 6/9 щетинками (Pc присутствует). Стернит VIII с одним рядом семи P-щетинок (0/7). Глаза, усики и крылья отсутствуют. Жвалы развиты (с несколькими зубцами), максиллярная железа с длинным узким протоком. Дыхальца на мезо- и метанотуме.
- Paranisentomon krybetes Zhang & Yin, 1984
- Paranisentomon linoculum (Zhang & Yin, 1981)
- Paranisentomon triglobulum (Yin & Zhang, 1982)
- Paranisentomon tuxeni (Imadaté & Yosii, 1959)